# Sand (Willstätt)
Sand ist ein Ortsteil von Willstätt, einer Gemeinde im Ortenaukreis in Baden-Württemberg.

## Geographie
Sand ist ein Haufendorf aus Winkelhöfen. Im Norden befindet sich ein Neubaugebiet, im Süden ein Gewerbegebiet.

## Geschichte

### Mittelalter
Die älteste erhaltene Überlieferung für Sand stammt von 1254 als „Sande“. Es handelt sich um die Überlieferung in einem Kopialbuch aus der Zeit um 1500. Im 13. Jahrhundert erwarb Kloster Allerheiligen hier in größerem Umfang Grundbesitz, unter anderem vom Straßburger Domkapitel und den Schauenburgern.
Das Dorf bestand im Spätmittelalter aus mehreren Teilen: Altsand, Allod der Herren von Lichtenberg, und Neusand 1295 als Lehen des Bischofs von Straßburg an die Lichtenberger genannt wird. Um 1330 kam es zu einer ersten Landesteilung zwischen Johann II. von Lichtenberg, aus der älteren Linie des Hauses, und Ludwig III. von Lichtenberg. Dabei fiel Sand in den Teil des Besitzes, der künftig von der älteren Linie verwaltet wurde. In der Herrschaft Lichtenberg war Sand dem Amt Willstätt zugeordnet.
Als 1480 mit Jakob von Lichtenberg das letzte männliche Mitglied des Hauses verstarb, ging das Erbe auf seine beiden Nichten, Anna von Lichtenberg (* 1442; † 1474) und Elisabeth von Lichtenberg über. Anna hatte 1458 den Grafen Philipp I. den Älteren von Hanau-Babenhausen (* 1417; † 1480) geheiratet, der eine kleine Sekundogenitur aus dem Bestand der Grafschaft Hanau erhalten hatte, um heiraten zu können. Durch die Heirat entstand die Grafschaft Hanau-Lichtenberg. Elisabeth heiratete Simon IV. Wecker von Zweibrücken-Bitsch. Das Lichtenberger Erbe wurde zwischen ihnen geteilt. Das Amt Willstätt und damit Sand wurden dabei zu einem Kondominat zwischen beiden Erben.

### Neuzeit
Unter der Regierung von Graf Philipp III. von Hanau-Lichtenberg kam es zu einer Realteilung der gemeinsamen Kondominate: Das Amt Willstätt kam ganz zur Grafschaft Hanau-Lichtenberg. Im Gegenzug gelangte das Amt Brumath ganz an Zweibrücken-Bitsch.
Im 17. Jahrhundert gehörten zum Gericht Sand Alt- und Neusand sowie das heute wüst gefallene Dorf Schweighausen.
Nach dem Tod des letzten Hanauer Grafen, Johann Reinhard III. 1736, fiel das Erbe – und damit auch das Amt Willstätt – an den Sohn seiner einzigen Tochter, Charlotte von Hanau-Lichtenberg, Landgraf Ludwig (IX.) von Hessen-Darmstadt. Mit dem Reichsdeputationshauptschluss wurde das Amt Willstätt mit dem Dorf Sand 1803 dem neu gebildeten Kurfürstentum Baden zugeordnet. Dort gehörte es zum Bezirksamt Kork. 1939 kam es zum Landkreis Kehl, 1973 zum Ortenaukreis. Am 1. Dezember 1971 wurde Sand im Zuge der Gebietsreform in Baden-Württemberg nach Willstätt eingemeindet.

### Demographie
Einwohnerzahlen nach dem jeweiligen Gebietsstand.
| Jahr | Einwohnerzahl |
| ---- | ------------- |
| 1961 | 843           |
| 1970 | 1.026         |
| 2022 | 2.004         |

## Religion
Sand besitzt seit 1311 eine eigene Pfarrei, die aus der von Kork ausgegliedert wurde. Die örtliche Kirche war dem Apostel Bartholomäus geweiht. Das Kirchenpatronat lag, wie in Kork, bei der Äbtissin des Klosters Eschau. 1383 wird eine Peterskapelle auf dem Friedhof erwähnt.
Graf Philipp IV. von Hanau-Lichtenberg (1514–1590) führte nach seinem Regierungsantritt 1538 die Reformation in seiner Grafschaft konsequent durch, die nun lutherisch wurde.
Die Chorturmkirche stammt in ihrer ältesten Bausubstanz aus dem 15. und 16. Jahrhundert. Die Sakristei ist wohl die frühgotische Kapelle. Nach den Zerstörungen des 17. Jahrhunderts wurde die Kirche 1766 erneuert. Zum Gemeindegebiet gehört heute auch Griesheim (Offenburg).
Die Gläubigen römisch-katholischer Konfession sind nach Kork eingepfarrt.

## Sport
Die Frauenfußballmannschaft des SC Sand spielte von 2014 bis 2022 in der Bundesliga. Zuvor spielte der Verein in der 2. Liga, 1996/97 war der Verein bereits für ein Jahr erstklassig. Diese Leistung konnte auch durch die vielen Nationalspielerinnen verschiedener Nationen erbracht werden.

## Bekannte Personen
- Ernst Jockers (1887–1963), deutsch-amerikanischer Schriftsteller, Lehrer, Hochschullehrer und Germanist, Ehrenbürger von Sand